# Santa Rita do Itueto
Santa Rita do Itueto este un oraș din statul Minas Gerais (MG), Brazilia.